# Juncus rigidus
Juncus rigidus là một loài thực vật có hoa trong họ Juncaceae. Loài này được Desf. mô tả khoa học đầu tiên năm 1800.